# Giorgio Armani
Giorgio Armani (sinh ngày 11 tháng 7 năm 1934) là một nhà tạo mẫu thời trang người Italia. Ông nổi tiếng trong việc thiết kế cho các dòng sản phẩm y phục nam giới.

## Tiểu sử
Giorgio Armani sinh tại Piacenza, Emilia-Romagna. Ông đã từng được học về y dược, sau đó từ bỏ nghề này để chuyển sang nhiếp ảnh, trước khi bị gọi đi nghĩa vụ quân sự năm 1957. Sau đó ông làm việc bày biện cửa sổ trong một cửa hiệu tổng hợp, La Rinascente. Từ 1961 tới 1970, Armani trở thành nhà thiết kế thời trang cho hãng thời trang Nino Cerruti, ông rời hãng này để làm tự do sau một thời gian. Năm 1974, cùng người yêu và đồng nghiệp, Sergio Galeotti, Armani thành lập Giorgio Armani S.p.A. với nhãn hiệu thời trang nam giới đồng thời giới thiệu một dòng sản phẩm thời trang nam năm 1975. Chị ông, Rosanna Armani cũng gia nhập công ty. Người yêu và người đồng sáng lập với ông là Galeotti qua đời vì AIDS năm 1985.
Giorgio Armani cũng được biết đến là một cổ động viên của CLB bóng đá AC Milan.. Hiện tại Armani là chủ tịch của đội bóng rổ Olimpia Milano, cho đến nay ông nổi tiếng bởi các dòng sản phẩm thanh lịch và may thủ công (thợ may). Ông có được danh tiếng quốc tế nhờ đã may trang phục cho vô số các tên tuổi của Hollywood, đặc biệt là cho Richard Gere trong bộ phim American Gigolo năm 1980. Armani có một biệt thự sang trọng trên đảo Antigua thuộc Caribbe, ông cũng là một trong số những nhà tạo mẫu đầu tiên cấm các người mẫu với chỉ số khối cơ thể (body mass index (BMI))dưới 18 (chỉ số tối thiểu của BMI) sau khi người mẫu Ana Carolina Reston nhịn đói tới chết vì bệnh chán ăn tâm thần. Vào tháng 1 năm 2007, Armani trở thành nhà tạo mẫu đầu tiên trình chiếu một buổi biểu diễn thời trang sang trọng trên internet.

## Các nhãn hiệu nổi tiếng
- Armani Exchange (A|X)
- Armani Jeans
- Armani Casa
- Armani Junior
- Emporio Armani
- Armani Collezioni
- Giorgio Armani
- Armani Privé
- Armani Cosmetics

## Nước Hoa
- Nam giới
  - Armani Code
  - Armani Mania
  - Acqua Di Gio
  - Attitude
  - Emporio Armani
  - Remix
  - White
- Nữ giới
  - Sensi
  - Acqua Di Gio
  - Armani Le Perfum
  - Armani Code
  - Emporio Armani
  - Emporio Armani Diamonds (Beyonce Knowles)
  - White

## Các cửa hàng chi nhánh tại Mỹ
- New York
- Beverly Hills
- Bal Harbor
- Boston
- San Francisco
- South Coast Plaza
- Atlanta
- Americana Manhasset
- Chicago
- Las Vegas
- Dallas
- Houston
- Atlantic City
- Natick Collection [opening soon]